# Monte Navone
Il monte Naone o Navone è un isolato rilievo appartenente alla catena dei Monti Erei nella Sicilia centro-meridionale, in provincia di Enna. 
Presenta morfologia tabulare ed è sito nella valle alluvionale del torrente Braemi. Ricade nel territorio amministrativo del Comune di Piazza Armerina in provincia di Enna, ma molto prossimo ai comune di Barrafranca, nella stessa provincia, e Mazzarino, in provincia di Caltanissetta.

## Geologia
È costituito dai depositi terrigeni siciliani del Pliocene superiore a giacitura orizzontale. Dal basso verso l'alto la successione stratigrafica è la seguente: Argille marnose grigio-azzurre, Sabbie, sabbie limose ed arenarie, argille sabbiose e limi argillosi, alternanza di arenarie e sabbie. 

## Archeologia
Alla sommità del monte, fino agli inizi del XX secolo chiamato Naone e ribattezzato Navone con la ridenominazione fascista, sono presenti dei ruderi di un insediamento che presenta continuità cronologica di reperti che vanno dal periodo pre-greco al periodo normanno. Tale sito da alcuni autori è ipotizzato identificabile con la città siculo greca di Hybla Erea oppure con la città Noymna e con l'araba Anattor per finire con la normanna e aleramica Piazza Vecchia, città distrutta dal re normanno Guglielmo il Malo e poi ricostruita a 3 miglia a Est nel sito dell'attuale Piazza Armerina; la distruzione ad opera del re normanno è dovuta alla ribellione del capo della contea Aleramica di Butera nella persona di Ruggero Sclavo figlio del conte Simone di Policastro e di Butera.